# Salvador García Aguilar
Salvador García Aguilar (Rojales, 21 de noviembre de 1924-Molina de Segura, 13 de enero de 2005) fue un escritor español, ganador del premio Nadal de 1983 con su obra Regocijo en el hombre.

## Biografía
Nació en Rojales, provincia de Alicante, en 1925, aunque vivió la mayoría de su vida en Molina de Segura, Región de Murcia, donde fue nombrado hijo adoptivo. Salvador García Aguilar no irrumpe en la vida literaria española hasta 1983, cuando obtiene con la obra Regocijo en el hombre el Premio Nadal de novela. A partir de entonces publicó varias obras más, especialmente novelas históricas. 
En los últimos años de su vida tuvo que dejar de escribir debido al alzheimer. Murió en 2005. En el año 2007 fue inaugurada una biblioteca con su nombre en Molina de Segura, su ciudad de adopción. 
Se convoca un premio literario de novela corta en Rojales, su pueblo natal, con su nombre.

## Obras
Las obras de García Aguilar que han sido publicadas son, por orden cronológico:
- Regocijo en el hombre (1984). Premio Nadal 1983. Novela ambientada en el mundo vikingo anglosajón.

- Farfollas y perfollas (1984).
- Relatos (1985). Obra que recoge cuentos, retratos y narraciones murcianas.
- Clama el silencio (1990). Sucesión de monólogos dramáticos que el autor imagina escuchar en el teatro de Epidauro.
- Granada cajín (1990). Novela histórica que transcurre en la época en que Murcia es conquistada por Alfonso X El Sabio.
- La guerra de los patos (1994).
- Epílogo para una reencarnación (1995). Obra que indaga sobre la conversión de una sociedad agrícola en industrial.
- La noche mágica: leyenda de "La encantá" (1996). Obra de teatro.
- La flauta hay que tocarla siempre (2000).
- El tiempo que nos vive (2003).
- Encontrados (2007). Relato perteneciente a La flauta hay que tocarla siempre.
- Narrativa murciana, hoy (1981). Editorial: Cieza: Grupo Municipal de Literatura del Instituto Municipal de Cultura.
- El tiempo no tiene corazón (2008). Ediciones La Sierpe y el Laúd.

## Homenajes y distinciones
En mayo de 2006 se celebra un congreso en homenaje a García Aguilar. Posteriormente verá la luz el libro “El escritor Secreto: Libro de Actas del Congreso en homenaje a Salvador García Aguilar”, realizado por Rubén Castillo Gallego.
Ese mismo año, se publica un documental en video titulado “Salvador García Aguilar. El escritor secreto", realizado por la Concejalía de Cultura y Festejos del Ayuntamiento de Molina de Segura, donde se hace una aproximación a la vida del escritor.
En 2007 es inaugurada una biblioteca con su nombre en Molina de Segura, su ciudad de adopción. Un espléndido busto de Salvador, creado por Iván Planes, joven escultor molinense, preside la Biblioteca. Su viuda, Aurora Bermejo, ha donado al municipio los fondos literarios de Salvador.
Además existe un premio literario internacional de novela corta con su nombre que se organiza en Rojales (Alicante), su pueblo natal.
Entre las distinciones recibidas son de destacar las siguientes:
- Premio Nadal de novela de 1983.
- Hijo adoptivo de Rojales.
- Hijo adoptivo de Molina de Segura.
- Premio del Club de la Prensa de Molina de Segura.